# Chalcomitra
Genre
Chalcomitra est un genre d’oiseaux de la famille des Nectariniidae.

## Liste d'espèces
Selon la classification de référence du Congrès ornithologique international (version 2.10, 2011) :
- Chalcomitra adelberti – Souimanga à gorge rousse
- Chalcomitra fuliginosa – Souimanga carmélite
- Chalcomitra rubescens – Souimanga à gorge verte
- Chalcomitra amethystina – Souimanga améthyste
- Chalcomitra senegalensis – Souimanga à poitrine rouge
- Chalcomitra hunteri – Souimanga de Hunter
- Chalcomitra balfouri – Souimanga de Socotra